# سوزاندن ستاره (ترانه)
«سوزاندن ستاره» تک‌آهنگی از هنرمند اهل ایالات متحده آمریکا ، آناستازیا است که در ۱۷ سپتامبر ۲۰۱۰ منتشر شد.